# Магдагачи (станция)
Магдага́чи — участковая железнодорожная станция Свободненского региона Забайкальской железной дороги, находящаяся в посёлке Магдагачи Магдагачинского района Амурской области.
Весной 1908 года в район будущей станции прибыла первая партия каторжан в количестве 300 человек, а весной 1910 года началось строительство железной дороги и посёлка Магдагачи, тогда же строилось и депо. В 1913 году ж д уже работала, но сквозного движения поездов ещё не было — не был готов Керакский тоннель, поеда ходили только до станции Керак. В 1914 году была официально открыта станция. В 1915 году построили одноэтажное деревянное здание вокзала, простоявшее до 1987 года.

## Пригородное сообщение по станции
| № поезда    | Маршрут движения        | № поезда    | Маршрут движения        |
| ----------- | ----------------------- | ----------- | ----------------------- |
| Пригородный | Магдагачи — Сковородино | Пригородный | Сковородино — Магдагачи |

## Дальнее следование по станции
По графику 2019 года через станцию проходят следующие поезда дальнего следования:

### Круглогодичное движение поездов
| № поезда   | Маршрут движения     | № поезда   | Маршрут движения     |
| ---------- | -------------------- | ---------- | -------------------- |
| 2 «Россия» | Владивосток — Москва | 1 «Россия» | Москва — Владивосток |
| 7          | Владивосток — Омск   | 8          | Омск — Владивосток   |
| 11         | Владивосток — Самара | 12         | Самара — Владивосток |
| 81 «Гилюй» | Благовещенск — Тында | 82 «Гилюй» | Тында — Благовещенск |
| 62         | Владивосток — Москва | 61         | Москва — Владивосток |
| 325        | Хабаровск — Нерюнгри | 326        | Нерюнгри — Хабаровск |
| 391        | Благовещенск — Чита  | 392        | Чита — Благовещенск  |